# Kitee
Kitee [ˈkitɛː] (schwedisch Kides) ist eine Stadt in der finnischen Landschaft Nordkarelien mit 9727 Einwohnern (Stand 31. Dezember 2022).

## Geografie
Kitee liegt in der ostfinnischen Landschaft Nordkarelien 68 Kilometer südlich von Joensuu an der Grenze zu Russland. Kitee ist die südlichste Gemeinde Nordkareliens. Nachbarstädte und -gemeinden sind Parikkala im Süden, Savonlinna im Westen, Rääkkylä im Nordwesten sowie Tohmajärvi im Norden. Im Osten liegt die Staatsgrenze zu Russland (Republik Karelien).
Das administrative Stadtgebiet von Kitee umfasst eine Fläche von 1724,4 Quadratkilometern. Mehr als ein Viertel des Stadtgebiets besteht aus Binnengewässern. Die größten Seen sind der Orivesi im Westen, der Puruvesi im Südwesten und der Pyhäjärvi im Südosten. Die Kernstadt Kitee liegt am Ufer des kleineren Kiteenjärvi-Sees.
Zur Stadt Kitee gehören außer der Kernstadt zwei weitere Siedlungszentren (taajama; Einwohnerzahlen zum 31. Dezember 2011):
- Kernstadt (4948 Einwohner)
- Kesälahti (1037 Einwohner)
- Puhos (231 Einwohner)

Außerdem sind der Stadt einige Dörfer zugeordnet, so etwa:
Haapasalo, Haarajärvi, Hammaskallio, Heinoniemi, Jaakkima, Juurikka, Kantosyrjä, Kiteenkylä, Kiteenlahti, Kontiola, Kunonniemi, Lahdenkylä, Leinovaara, Loukunvaara, Misola, Muljula, Niinikumpu, Nivunki, Närsäkkälä, Ojamäki, Piimäjärvi, Potoskavaara, Puhos, Puhossalo, Päätye, Riihijärvi, Rokkala, Ruppovaara, Satulavaara, Suoparsaari, Suorlahti, Särkijärvi, Säynejärvi, Taipale, Tasapää, Tolosenmäki, Varmoniemi, Välivaara

## Geschichte
Das Gebiet von Kitee gehörte ab dem 15. Jahrhundert zum Einflussbereich von Nowgorod und war orthodox. 1617 kam es im Frieden von Stolbowo unter schwedische Herrschaft. Die evangelisch-lutherische Kirchengemeinde Kitee wurde 1630 gegründet. Als 1656 ein Krieg zwischen Schweden und Russland ausbrach, erhob sich die orthodoxe Bevölkerung gegen die schwedische Herrschaft. Der Aufstand wurde aber niedergeschlagen und viele Orthodoxe flohen nach Russland. Nach dem Zweiten Weltkrieg musste der Ostteil von Kitee an die Sowjetunion abgegeben werden. Seit 1992 ist Kitee eine Stadt. Zum Jahresbeginn 2013 wurde die Nachbargemeinde Kesälahti eingemeindet.

## Wirtschaft und Infrastruktur

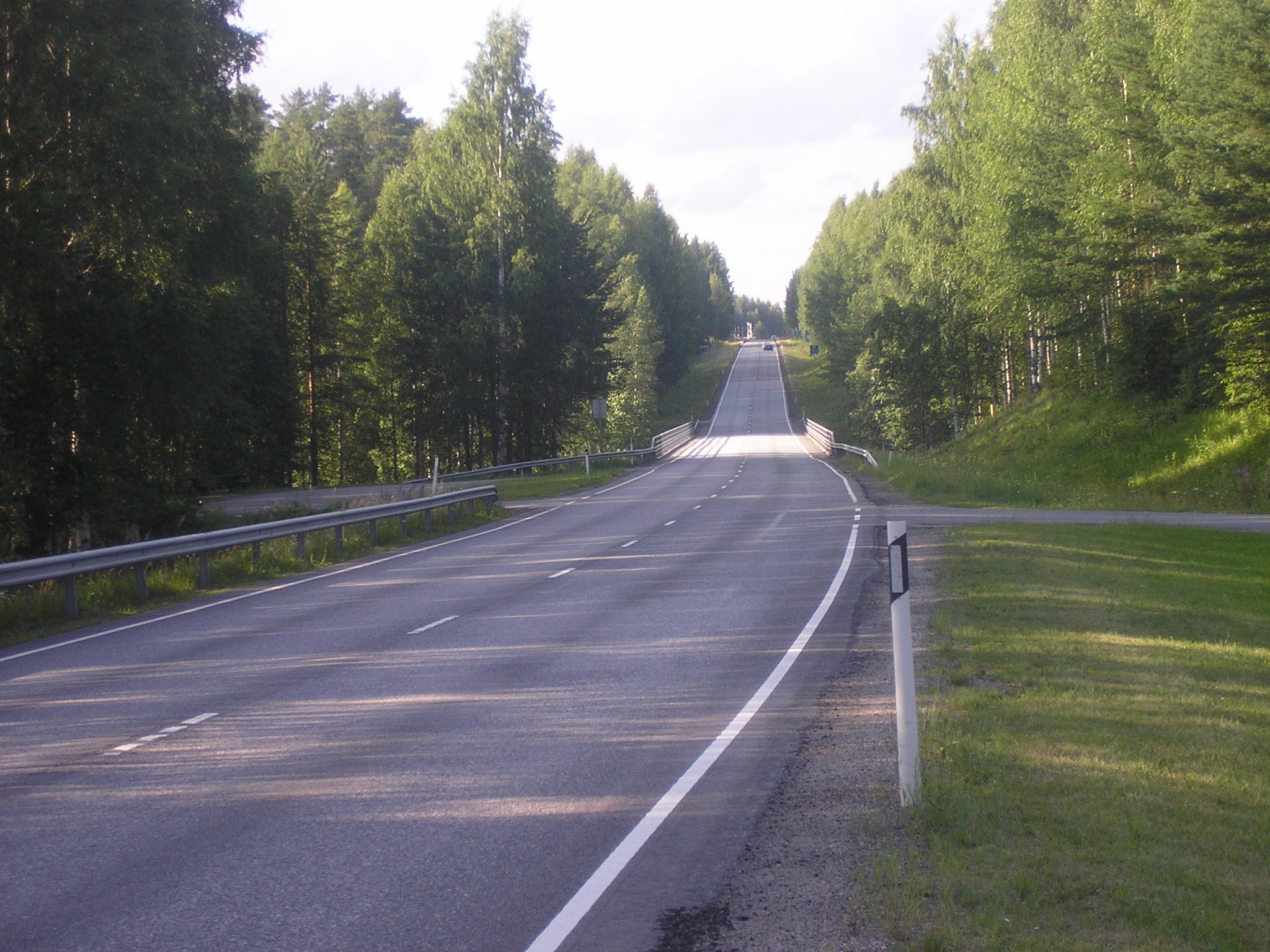
Staatsstraße 6 in Kitee

Der größte Arbeitgeber von Kitee ist ein Sägewerk des Holzkonzerns Stora Enso. Ein weiterer bekannter Konzern, der in Kitee ansässig ist, ist der Textilhersteller Marimekko. Im Bereich der Landwirtschaft ist Kitee ein wichtiges Zentrum der Milchproduktion. Bis ins 19. Jahrhundert wurden in Kitee Schiffe gebaut. Das erste Dampfschiff Finnlands entstand 1833 in der Werft von Puhos. Kitee ist ferner für die legale und illegale Herstellung von hausgebranntem Wodka (Pontikka) bekannt.
Kesmac Oy, eine 1993 gegründete Maschinenfabrik in Kesälahti, hat seit 2008 einen Standort in Kitee. Die 2007 fertiggestellte Anlage wird für die Schwerzerspanung, das Schweißen und die Herstellung großer Teile genutzt.
Kitee ist über die Staatsstraße 6 und die Eisenbahnstrecke Helsinki-Joensuu mit dem Süden Finnlands verbunden. Von Puhos besteht ein Wasserweg ins Saimaa-Seengebiet und von dort über den Saimaa-Kanal zur Ostsee.

## Sport

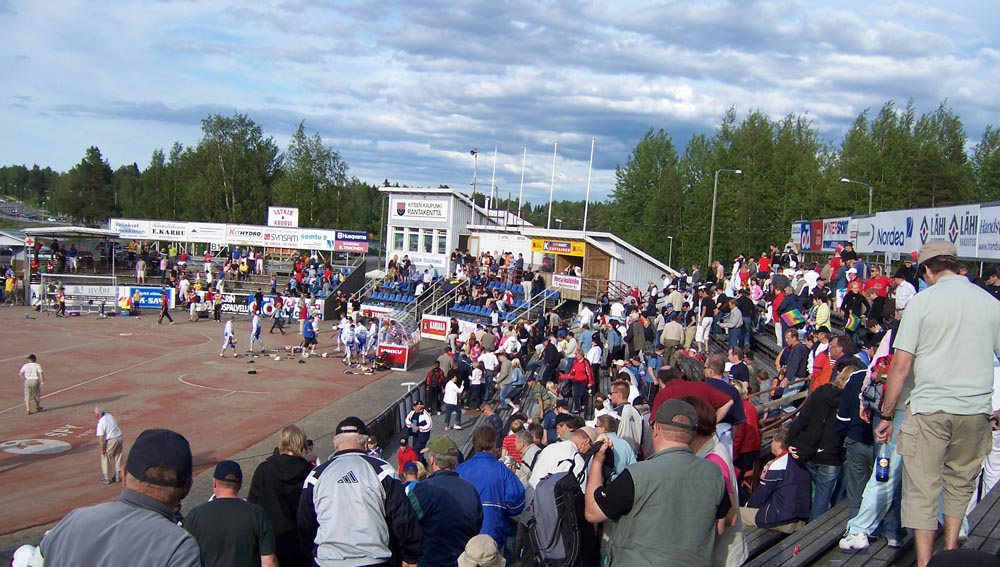
Heimspiel von Kiteen Pallo im Rantakenttä-Stadion

Eine der Spitzenmannschaften im Pesäpallo, der finnischen Variante des Baseball, ist der dreimalige finnische Meister Kiteen Pallo aus Kitee.

## Söhne und Töchter
- Kyösti Laasonen (* 1945), Bogenschütze
- Miitta Sorvali (* 1956), Schauspielerin
- Tuomas Holopainen (* 1976), Musiker, Gründungsmitglied der Band Nightwish
- Tarja Turunen (* 1977), Sopranistin, Gründungsmitglied von Nightwish
- Jukka Nevalainen (* 1978), Musiker, Gründungsmitglied von Nightwish
- Emppu Vuorinen (* 1978), Musiker, Gründungsmitglied von Nightwish
- Timo Juhani Grönlund (* 1987), bolivianischer Skilangläufer
- Antti Aalto (* 1995), Skispringer
- Miro Karppanen (* 1998), Skilangläufer